# بردنونة

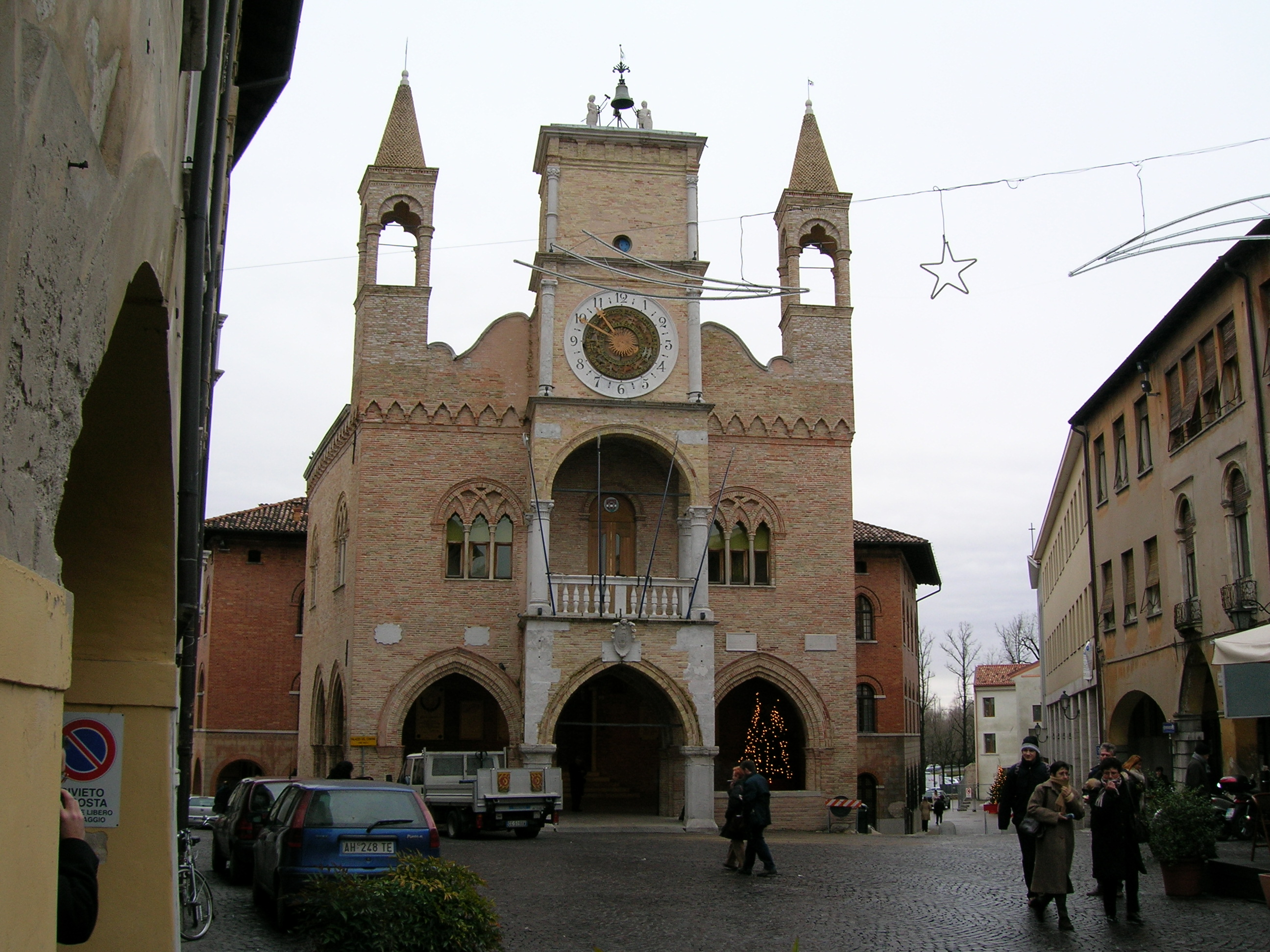
القصر البلدي

بُردِنُونة أو بُردِنوني أو (نقحرة: بوردينوني) (بالإيطالية: Pordenone)‏، مدينة شمال شرق إيطاليا في إقليم فريولي فينيتسيا جوليا وعاصمة مقاطعة بُردنونة عدد سكانها 50.926 نسمة.

## المناخ
يظهر الجدول التالي التغييرات المناخية على مدار السنة لبُردنونة:
| البيانات المناخية لـبُردِنونة       | البيانات المناخية لـبُردِنونة | البيانات المناخية لـبُردِنونة | البيانات المناخية لـبُردِنونة | البيانات المناخية لـبُردِنونة | البيانات المناخية لـبُردِنونة | البيانات المناخية لـبُردِنونة | البيانات المناخية لـبُردِنونة | البيانات المناخية لـبُردِنونة | البيانات المناخية لـبُردِنونة | البيانات المناخية لـبُردِنونة | البيانات المناخية لـبُردِنونة | البيانات المناخية لـبُردِنونة | البيانات المناخية لـبُردِنونة |
| الشهر                             | يناير                       | فبراير                      | مارس                        | أبريل                       | مايو                        | يونيو                       | يوليو                       | أغسطس                       | سبتمبر                      | أكتوبر                      | نوفمبر                      | ديسمبر                      | المعدل السنوي               |
| --------------------------------- | --------------------------- | --------------------------- | --------------------------- | --------------------------- | --------------------------- | --------------------------- | --------------------------- | --------------------------- | --------------------------- | --------------------------- | --------------------------- | --------------------------- | --------------------------- |
| متوسط درجة الحرارة الكبرى °م (°ف) | 7 (44)                      | 2 (36)                      | 12 (53)                     | 17 (62)                     | 21 (69)                     | 25 (77)                     | 28 (82)                     | 27 (80)                     | 24 (75)                     | 18 (64)                     | 12 (53)                     | 8 (46)                      | 17 (62)                     |
| متوسط درجة الحرارة الصغرى °م (°ف) | −1 (30)                     | 0 (32)                      | 2 (35)                      | 6 (42)                      | 11 (51)                     | 14 (57)                     | 16 (60)                     | 16 (60)                     | 13 (55)                     | 8 (46)                      | 3 (37)                      | 0 (32)                      | 7 (44)                      |
| الهطول مم (إنش)                   | 71 (2.8)                    | 84 (3.3)                    | 110 (4.3)                   | 160 (6.3)                   | 110 (4.3)                   | 140 (5.6)                   | 110 (4.3)                   | 110 (4.2)                   | 100 (4.1)                   | 130 (5.2)                   | 210 (8.4)                   | 140 (5.6)                   | 1٬480 (58.4)                |
| المصدر: Weatherbase               |                             |                             |                             |                             |                             |                             |                             |                             |                             |                             |                             |                             |                             |

## السكان
في سنة 1871 بلغ عدد السكان 9٬561 نسمة، وتطور العدد ليصل في سنة 2011 لـ 50٬583 نسمة.
يظهر هذا المخطط البياني تطور النمو السكاني لـ بُردِنونة

## التاريخ
أُنشئت بُردنونة في العصور الوسطى المبكرة كميناء النهري على نهر نونشيلو باسم portus naonis. ولكن فيلات ومستوطنات زراعية وُجدت فعلا في المنطقة منذ العصر الروماني. عام 1378 وبعد أن أداردتها عدة إقطاعيات سُلمت المدينة إلى آل هابسبورغ، مشكلة جيباً نمساوياً داخل أراضي بطريركية أكويليا. يرجع نمو بُردنونة في القرن الرابع عشر أساسا لازدهار التجارة النهرية، مكتسبةً صفة المدينة عام 1314.
استولت عليها جمهورية البندقية عام 1514، وتم إبان حكمها بناءُ ميناءٍ جديد وتحسنت الصناعة.
بعد الحقبة النابليونية أُلحقت بُردنونة بمملكة فينيتو اللومباردية. سبب إنشاء السكة الحديدية وشق طريق بونتيبانا انخفاض أهمية الميناء، ولكن في نفس الوقت دفعا التطور الصناعي دفعة كبيرة (لا سيما صناعة القطن). توحّدت بُردنونة بإيطاليا في عام 1866.
تهاوى قطاع القطن بسبب دمار الحرب العالمية الأولى ولم يتعافى أبدا من أزمة عام 1929. بعد الحرب العالمية الثانية أصبحت شركة زانوسي المحلية عملاقاً عالمياً في إنتاج الأجهزة المنزلية، وأصبحت بُردنونة في عام 1968 عاصمة مقاطعة تحمل اسمها اقتُطِعت من مقاطعة أوديني.
إبان الحرب الباردة، كانت بُردنونة كما بقية فريولي فينيتسيا جوليا مقر حامية للكثير من الوحدات العسكرية، تحسُباً لغزو سوفياتي محتمل من الشرق. كان الوجود العسكري الثقيل عاملا هاما في التنمية الاقتصادية لهذه المنطقة. بُردنونة الآن مقر حامية اللواء المدرع 231 "ariete".
منذ عام 1981، تستضيف بُردنونة أيام السينما الصامتة، المهرجان ذو الشهرة العالمية بأفلامه الصامتة.

## توأمة
لبُردنونة اتفاقيات توأمة مع كل من:
- سبيتال دراو
- إيركوتسك
- سان مارتن
- كاوناس

## أعلام
- ستيفانو لومباردي
- فيديريكو جيراردي
- ريجي جاكسون
- كورتيس هاميلتون
- دافيد سيمولاي
- أوميرو توجنون
- فيديريكو باربارو
- فيتوريو إيرالا